# Ischnomyia albicosta
Ischnomyia albicosta är en tvåvingeart som först beskrevs av Walker 1849.  Ischnomyia albicosta ingår i släktet Ischnomyia och familjen sumpflugor. Inga underarter finns listade i Catalogue of Life.